# Morgan Hjalmarsson
Morgan Malte Martin Hjalmarsson, född 6 december 1946 i Skövde, är en svensk politiker, liberalerna, verksam i Borås. Hjalmarsson är engagerad i kommunpolitiken sedan valet 1994 och var kommunalråd mellan 2002 och 2018.
Då Folkpartiet gick fram i valet 2002 blev Hjalmarsson kommunalråd med ansvar för de sociala "mjuka" frågorna. Efter valet 2006 fortsatte Hjalmarsson som kommunalråd, men nu som ansvarig för de tekniska "hårda" frågorna. Sedan 2010 är Hjalmarsson kommunalråd i opposition.
Hjalmarsson har tidigare, bland annat arbetat på Domnarvets Jernverk, Statens Provningsanstalt, Monsun-Tison och Eskils Tryckeri. Han är utbildad byggnadsingenjör och dessutom utbildad vid IHM Business School i Göteborg.
I Liberalerna har Hjalmarsson haft ett stort antal uppdrag och var från 2007 ordförande i Länsförbundet Södra Älvsborg. År 2024 anges han som ordförande i Borås Samhällsbyggnadsnämnd.